# مصطفی غربال
مصطفی غربال (انگلیسی: Mustapha Ghorbal؛ زادهٔ ۱۹ اوت ۱۹۸۵) داور فوتبال اهل الجزایر است. وی از سال ۲۰۱۱ در لیگ حرفه‌ای فوتبال الجزایر و از سال ۲۰۱۴ در مسابقات جهانی قضاوت میکند.